# Élections fédérales canadiennes de 1997
Les élections fédérales canadiennes de 1997 se déroulent le 2 juin 1997 afin d'élire les députés de la 36e législature de la Chambre des communes du Canada. Le Parti libéral du Canada, dirigé par Jean Chrétien, remporte un deuxième mandat majoritaire. Le Parti réformiste du Canada remplace le Bloc québécois en tant qu'Opposition officielle.

## Contexte
L'élection reproduit de près les tendances établies lors de l'élection de 1993. Les libéraux font un balayage de l'Ontario, les bloquistes divisés remportent une majorité (réduite) au Québec, et la plus grande partie de l'Ouest est remportée par les réformistes, particulièrement en Alberta, permettant au parti de remplacer le Bloc en tant que deuxième parti en importance en Chambre.
Un changement majeur toutefois : le Nouveau Parti démocratique (NPD) et le Parti progressiste-conservateur du Canada éliminent presque le Parti libéral dans les Provinces de l'Atlantique (seule l'Île-du-Prince-Édouard demeure aux mains des libéraux). Les électeurs atlantiques, mécontents des coupures à l'assurance-emploi et à d'autres programmes, font chuter deux ministres. David Dingwall, ministre des Travaux publics, en Nouvelle-Écosse, et Doug Young, ministre de la Défense nationale, au Nouveau-Brunswick, sont tous deux défaits par des candidats néo-démocrates, ce qui constitue un revers majeur pour les libéraux.
Lorsque l'élection est déclenchée, plusieurs commentateurs notent qu'elle met fin au deuxième mandat majoritaire le plus court de l'histoire canadienne ; seul le mandat de Wilfrid Laurier de 1908 à 1911 a duré moins de temps. La décision de Chrétien de déclencher une élection anticipée est interprétée comme du cynisme par certains, le Manitoba ne s'étant toujours pas remis des inondations de la rivière Rouge plus tôt dans l'année. Reg Alcock et plusieurs autres au sein du Parti libéral s'étaient opposés au moment choisi pour le vote, et les résultats décevants poussent les partisans de Paul Martin à s'organiser contre Chrétien.
Le débat des chefs en français tenu le 13 mai 1997 a été interrompu en raison d'un incident inusité. Le débat, qui réunissait les principaux chefs de partis à Ottawa, a dû être interrompu lorsque l'une des modératrices, l'animatrice Claire Lamarche du réseau TVA, s'est s'effondrée subitement durant les échanges. Le débat était diffusé sur les principaux réseaux de télévision francophones du Canada,.
Plusieurs commentateurs, le soir de l'élection, prédisent même que les libéraux seraient réduits à un gouvernement minoritaire, bien qu'il soit clair qu'aucun des partis d'opposition ne peut remporter une pluralité de sièges. Les libéraux réussissent à remporter une majorité de 4 sièges grâce à quelques gains au Québec aux dépens du Bloc, mais ils terminent tout de même en moins bonne position qu'en 1993 à cause des pertes au Canada atlantique. Principalement grâce à ces gains, les tories de Jean Charest et les néo-démocrates d'Alexa McDonough retrouvent tous deux leur statut de parti officiel à la Chambre des communes. Le député indépendant John Nunziata, qui avait été expulsé du Parti libéral pour s'être opposé à la Taxe sur les produits et services, est réélu dans sa circonscription torontoise.
Si 718 voix dans 5 circonscriptions différentes (Bonavista—Trinity—Conception, 286 voix ; Simcoe—Grey, 241 voix ; Humber—St. Barbe—Baie Verte, 117 voix ; Cardigan, 50 voix ; et Bellechasse—Etchemins—Montmagny—L'Islet, 24 votes) étaient allés au candidat de deuxième place (NPD, Réf., PC, PC, et BQ respectivement)
au lieu d'aller aux libéraux, ceux-ci se seraient retrouvés en situation de gouvernement minoritaire.

## Campagne

### Soutiens de la presse
| Titre              | En 1993 | En 1993        | En 1997 | En 1997 |
| ------------------ | ------- | -------------- | ------- | ------- |
| Le Devoir          |         | Bloc           |         | Bloc    |
| Le Droit           |         | Libéral        |         | Libéral |
| Le Soleil          |         | Aucun          |         | Libéral |
| La Presse          |         | Libéral        |         | Libéral |
| The Gazette        |         | Libéral        |         | Libéral |
| The Globe and Mail |         | Libéral (min.) |         | PC      |
| Toronto Star       |         | Libéral        |         | Libéral |

Les principaux titres de la presse anglophone et francophone du pays maintiennent leur appui au Parti libéral – à l'exception notable du Globe and Mail qui fait le choix d'appuyer le Parti progressiste-conservateur après avoir appuyé un mandat minoritaire au Parti libéral en 1993. Le Devoir maintient son appui au Bloc québécois tandis que Le Soleil, qui n'avait donné aucun soutien en 1993, fait le choix d'appuyer le Parti libéral.

## Sondages
- Parti progressiste-conservateur
- Parti libéral du Canada
- NPD
- Bloc québécois
- Parti réformiste

## Résultats

### Dans le pays
Le taux de participation se situe à 67,0 % des électeurs enregistrés, un des plus bas niveaux jamais atteint au fédéral.
|                                                                                 |                           |                     |                     |        |              |        |          |               |         |         |
| Parti                                                                           | Parti                     | Chef                | Nombre de candidats | Sièges | Sièges       | Sièges | Sièges   | Voix          | Voix    | Voix    |
| Parti                                                                           | Parti                     | Chef                | Nombre de candidats | 1993   | Dissolution. | Élus   | % Évol.  | Nombre absolu | %       | % Évol. |
|                                                                                 | Libéral                   | Jean Chrétien       | 301                 | 177    | 174          | 155    | -12,4 %  | 4 994 277     | 38,46 % | -2,78 % |
|                                                                                 | Réformiste                | Preston Manning     | 227                 | 52     | 50           | 60     | +15,4 %  | 2 513 080     | 19,35 % | +0,66 % |
|                                                                                 | Bloc québécois            | Gilles Duceppe      | 75                  | 54     | 50           | 44     | -18,5 %  | 1 385 821     | 10,67 % | -2,85 % |
|                                                                                 | NPD                       | Alexa McDonough     | 301                 | 9      | 9            | 21     | +133,3 % | 1 434 509     | 11,05 % | +4,17 % |
|                                                                                 | Progressiste-conservateur | Jean Charest        | 301                 | 2      | 2            | 20     | +900 %   | 2 446 705     | 18,84 % | +2,80 % |
|                                                                                 | Vert                      | Joan Russow         | 79                  | -      | -            | -      | -        | 55 583        | 0,43 %  | +0,18 % |
|                                                                                 | Loi naturelle             | Neil Paterson       | 136                 | -      | -            | -      | -        | 37 085        | 0,29 %  | +x      |
|                                                                                 | Héritage chrétien         | Ron Gray            | 53                  | -      | -            | -      | -        | 29 085        | 0,22 %  | +x      |
|                                                                                 | Parti action canadienne   | Paul Hellyer        | 58                  | *      | -            | -      | *        | 17 502        | 0,13 %  | *       |
|                                                                                 | Marxiste-léniniste        | Hardial Bains       | 65                  | -      | -            | -      | -        | 11 468        | 0,09 %  | +0,05 % |
|                                                                                 | Indépendant               | Indépendant         | 71                  | -      | 6            | 1      |          | 34 507        | 0,46 %  | -0,10 % |
|                                                                                 | Aucune appartenance       | Aucune appartenance | 5                   | -      | -            | -      | -        | 26 252        | 0,01 %  | -0,08 % |
|                                                                                 | Vacant                    | Vacant              | Vacant              | Vacant | 4            |        |          |               |         |         |
| Total                                                                           | Total                     | Total               | 1672                | 295    | 295          | 301    | +2,03 %  | 12 985 874    | 100 %   |         |
| Sources : http://www.elections.ca — Historique des circonscriptions depuis 1867 |                           |                     |                     |        |              |        |          |               |         |         |

Notes :
- * : n'a pas présenté de candidats lors de l'élection précédente.
- x : moins de 0,005 % des voix

### Par province
| Parti                                 | Parti                     | Parti          | C-B  | AB   | SK   | MB   | ON   | QC   | N-B  | N-É  | ÎPE  | TNL  | TNO  | YK   | Total |
| ------------------------------------- | ------------------------- | -------------- | ---- | ---- | ---- | ---- | ---- | ---- | ---- | ---- | ---- | ---- | ---- | ---- | ----- |
|                                       | Libéral                   | Sièges :       | 6    | 2    | 1    | 6    | 101  | 26   | 3    |      | 4    | 4    | 2    |      | 155   |
|                                       | Libéral                   | Voix (%) :     | 28,8 | 24,0 | 24,7 | 34,3 | 49,5 | 36,7 | 32,9 | 28,4 | 44,8 | 37,9 | 43,1 | 22,0 | 38,5  |
|                                       | Réformiste                | Sièges :       | 25   | 24   | 8    | 3    |      |      |      |      |      |      |      |      | 60    |
|                                       | Réformiste                | Voix (%) :     | 43,1 | 54,6 | 36,0 | 23,7 | 19,1 | 0,3  | 13,1 | 9,7  | 1,5  | 2,5  | 11,7 | 25,3 | 19,4  |
|                                       | Bloc québécois            | Sièges :       |      |      |      |      |      | 44   |      |      |      |      |      |      | 44    |
|                                       | Bloc québécois            | Voix (%) :     |      |      |      |      |      | 37,9 |      |      |      |      |      |      | 10,7  |
|                                       | NPD                       | Sièges :       | 3    |      | 5    | 4    |      |      | 2    | 6    |      |      |      | 1    | 21    |
|                                       | NPD                       | Voix (%) :     | 18,2 | 5,7  | 30,9 | 23,2 | 10,7 | 2,0  | 18,4 | 30,4 | 15,1 | 22,0 | 20,9 | 28,9 | 8,5   |
|                                       | Progressiste-conservateur | Sièges :       |      |      |      | 1    | 1    | 5    | 5    | 5    |      | 3    |      |      | 20    |
|                                       | Progressiste-conservateur | Voix (%) :     | 6,2  | 14,4 | 7,8  | 17,8 | 18,8 | 22,2 | 35,0 | 30,8 | 38,3 | 36,8 | 16,7 | 13,9 | 18,8  |
|                                       | Autre                     | Sièges :       |      |      |      |      | 1    |      |      |      |      |      |      |      | 1     |
|                                       | Autre                     | Voix (%) :     | 0,6  | 0,2  | 0,1  | 0,3  | 0,6  | 0,4  |      | 0,4  |      | 0,5  | 7,6  | 8,9  | 0,5   |
| Total sièges :                        | Total sièges :            | Total sièges : | 34   | 26   | 14   | 14   | 103  | 75   | 10   | 11   | 4    | 7    | 2    | 1    | 301   |
| Partis n'ayant remporté aucun siège : |                           |                |      |      |      |      |      |      |      |      |      |      |      |      |       |
|                                       | Vert                      | Voix (%) :     | 2,0  | 0,4  |      |      | 0,4  | 0,1  |      |      |      | 0,2  |      |      | 0,4   |
|                                       | Loi naturelle             | Voix (%) :     | 0,3  | 0,3  | 0,2  | 0,1  | 0,2  | 0,3  | 0,6  | 0,4  | 0,1  | 0,2  |      |      | 0,3   |
|                                       | Héritage chrétien         | Voix (%) :     | 0,4  | 0,1  |      | 0,4  | 0,4  |      |      |      | 0,2  |      |      | 1,0  | 0,2   |
|                                       | Action canadienne         | Voix (%) :     |      |      | 0,3  |      | 0,2  |      |      |      |      |      |      |      | 0,1   |
|                                       | Marxiste-léniniste        | Voix (%) :     | 0,1  |      |      | 0,2  | 0,1  | 0,1  |      |      |      |      |      |      | 0,1   |

Source : Élections Canada
Remarques :
- Nombre de partis : 10
  - Première participation : Parti action canadienne
  - Dernière participation : Parti réformiste du Canada
  - Dernière participation avant absence : Parti de l'héritage chrétien du Canada (retour en 2004)
- L'élection de 1997 est l'une de seulement deux élections de l'histoire du Canada (l'autre étant 1993) où l'Opposition officielle ne remporte pas la majorité des sièges de l'opposition ; le Parti réformiste détient 60 sièges, mais les autres partis d'opposition avec les indépendants détiennent un total combiné de 86 sièges.

### 10 circonscriptions les plus serrées
1. Sackville—Eastern Shore, N-É : Peter Stoffer (NPD) défait Ken Streatch (PC) par 41 voix
2. Bellechasse—Etchemins—Montmagny—L'Islet, QC : Gilbert Normand (lib.) défait François Langlois (BQ) par 47 voix
3. Selkirk—Interlake, MB : Howard Hilstrom (réf.) défait Jon Gerrard (lib.) par 66 voix
4. Cardigan, ÎPE : Lawrence MacAulay (lib.) défait Dan Hughes (PC) par 99 voix
5. Bonaventure—Gaspé—Îles-de-la-Madeleine—Pabok, QC : Yvan Bernier (BQ) défait Patrick Gagnon (lib.) par 179 voix
6. Saskatoon—Humboldt, SK : Jim Pankiw (réf.) défait Dennis Gruending (NPD) par 220 voix
7. Humber—St. Barbe—Baie Verte, TNL : Gerry Byrne (lib.) défait Art Bull (PC) par 232 voix
8. Chicoutimi, QC : André Harvey (PC) défait Gilbert Fillion (BQ) par 317 voix
9. Frontenac—Mégantic, QC : Jean-Guy Chrétien (BQ) défait Manon Lecours (lib.) par 465 voix
10. Simcoe—Grey, ON : Paul Bonwick (lib.) défait Paul Shaw (réf.) par 481 voix